# Liponeura brevirostris
Liponeura brevirostris är en tvåvingeart som beskrevs av Friedrich Hermann Loew 1877. Liponeura brevirostris ingår i släktet Liponeura och familjen Blephariceridae. Inga underarter finns listade i Catalogue of Life.